# Phaeogenes alternans
Phaeogenes alternans är en stekelart som beskrevs av Wesmael 1845. Phaeogenes alternans ingår i släktet Phaeogenes och familjen brokparasitsteklar. Arten är reproducerande i Sverige. Inga underarter finns listade i Catalogue of Life.